# Wicklow Head
Wicklow Head är en udde i republiken Irland.   Den ligger i grevskapet Wicklow och provinsen Leinster, i den östra delen av landet, 3,7 km sydöst om orten Wicklow.